# Pseudopyrochroa vestiflua
Pseudopyrochroa vestiflua (лат.) — вид жуков-огнецветок из подсемейства Pyrochroinae. Распространён на юге Сахалинской области, на островах Монерон, Уруп, Итуруп и Кунашир и в Японии. Длина тела имаго 12,5—17 мм. Тело, усики, щупики и ноги чёрные. Надкрылья светлые, красновато-коричневые.